# Victor Ninov

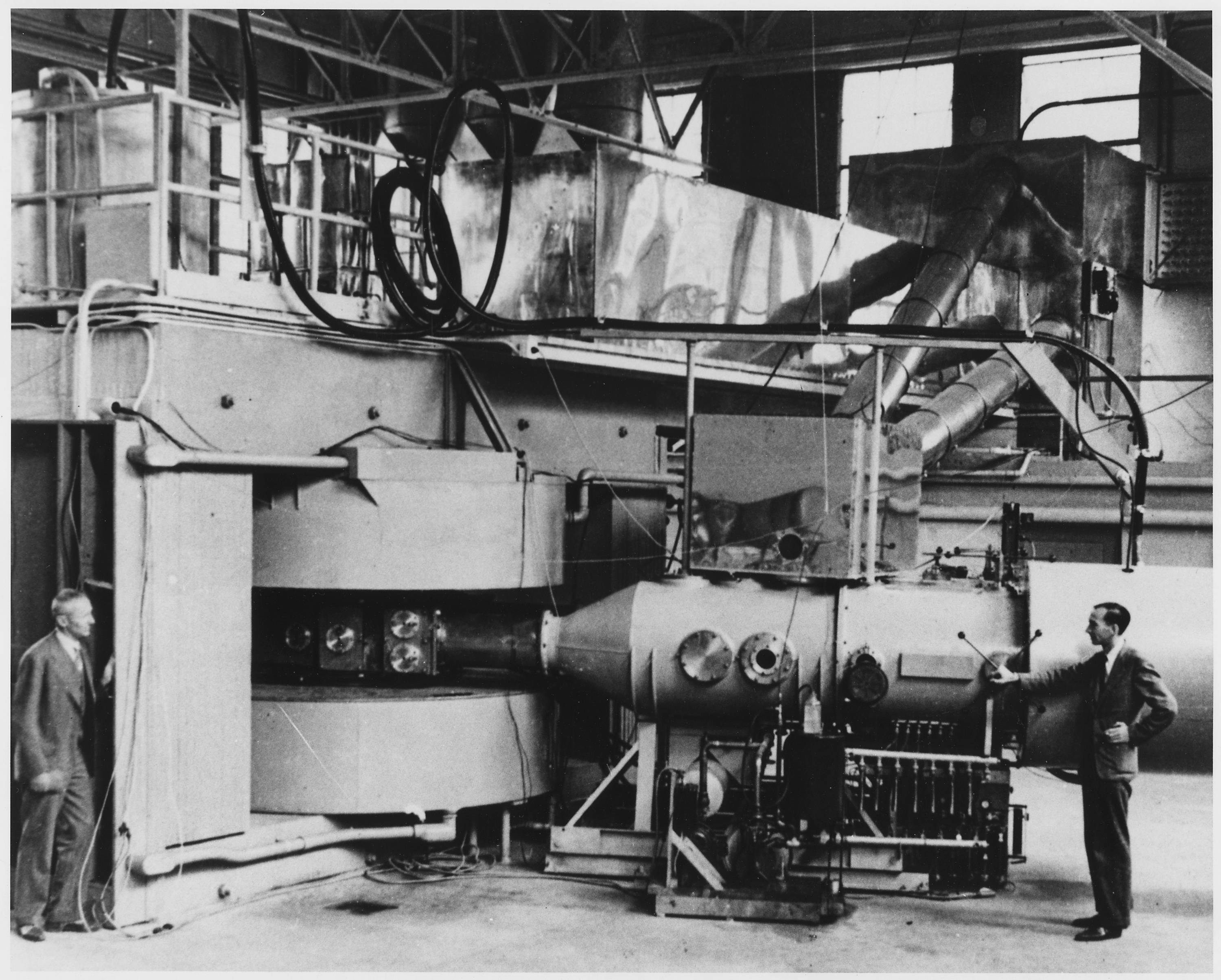
Berkeley 60-inch cyclotron

Victor Ninov (Sofia, 1959) è un fisico e ricercatore bulgaro, che faceva parte del gruppo di chimica nucleare al Lawrence Berkeley National Laboratory (LBNL) ed è stato accusato di aver fabbricato le prove utilizzate per rivendicare la creazione dell'oganesson e del livermorio.

## Biografia
Ninov ha studiato presso la Gesellschaft für Schwerionenforschung (GSI) in Germania.
La sua assunzione da parte di LBNL e GSI fu un colpo di teatro: era stato coinvolto nella scoperta degli elementi 110 darmstadtio, 111 roentgenio, e 112 copernicio ed era considerato un grande esperto dei complessi software necessari per rilevare la catena di decadimento degli instabili elementi transuranici.
Un comitato interno al laboratorio ha concluso che Ninov era l'unica persona in grado di tradurre i risultati dei computer in risultati leggibili e aveva usato l'occasione per inserire dei dati falsi. La re-analisi dei dati grezzi però aveva riscontrato delle differenze dalla versione proposta dalle ricerche di Ninov.
Il riesame dei dati provenienti dagli esperimenti condotti dal GSI durante i quali la squadra di Ninov aveva scoperto l'esistenza degli elementi 111 scoprì che i dati originali erano stati modificati e la ripetizione degli esperimenti ha confermato l'ipotesi.
Rapporti simili alla vicenda di Ninov sono stati pubblicati nello stesso periodo dalla relazione finale sulla vicenda Schön, un altro importante episodio di frode in fisica. Di conseguenza l'American Physical Society ha adottato linee guida etiche più severe, in particolare quelle che disciplinano il comportamento dei co-autori.